# Æbleskiver
Æbleskiver (wörtlich übersetzt: Apfelscheiben) sind ein traditionelles Gebäck der dänischen Küche, das besonders zur Advents- und Weihnachtszeit gebacken wird. Æbleskiver werden in einer speziellen Pfanne mit halbkugelförmigen Vertiefungen auf dem Herd in Fett ausgebacken (dänisch: æbleskivepande). In Norwegen ist das Gebäck unter dem Namen Munker verbreitet. Im englischsprachigen Raum findet sich eine Entsprechung mit der ähnlichen Schreibweise ebelskiver(s). Die æbleskiver sind verwandt mit den in Deutschland verbreiteten Förtchen und Krapfen, werden jedoch in der Regel nicht mit Hefeteig gebacken.

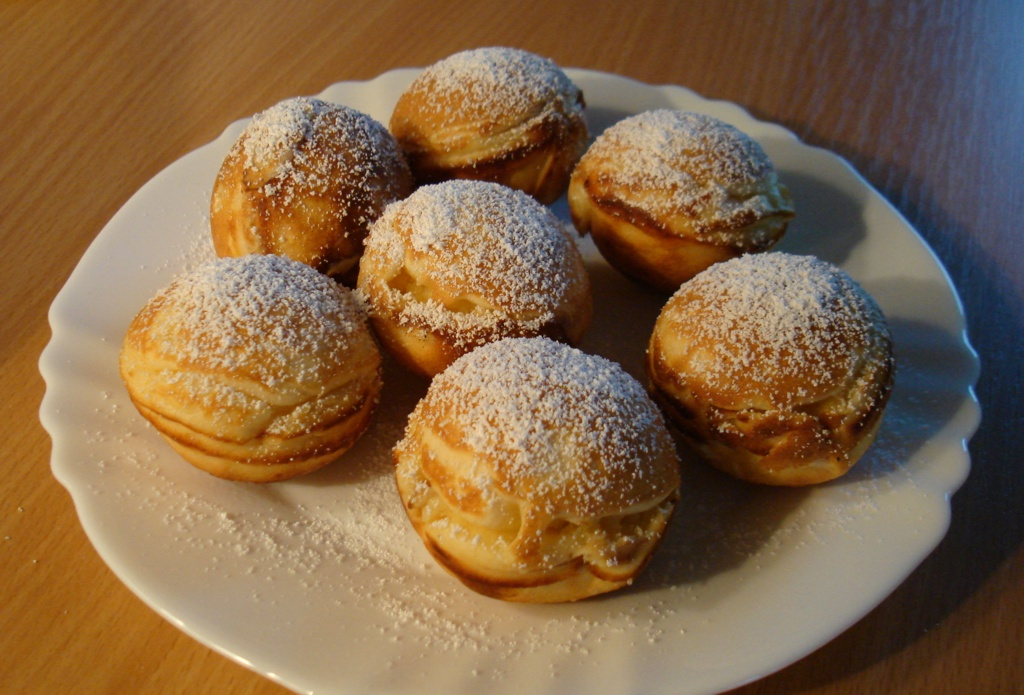
Mit Puderzucker bestreute Æbleskiver

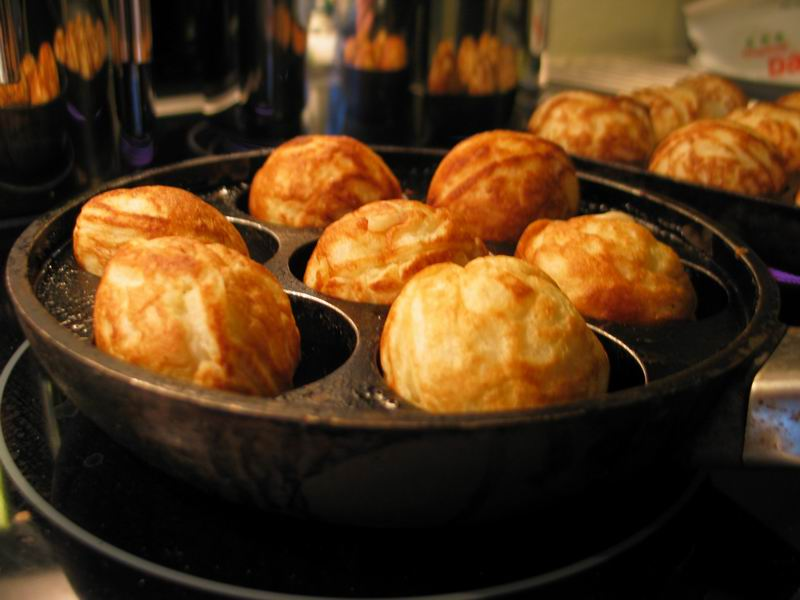
Zubereitung der Æbleskiver in einer entsprechenden Pfanne

Traditionell werden Æbleskiver mit Buttermilch, geriebener Zitrone und zum Teil mit Kardamom zubereitet. Das Gebäck gibt es heute aber auch in zahlreichen Variationen und Abwandlungen, mit verschiedenen Füllungen und Beigaben. In Sønderjylland findet sich beispielsweise eine Variante mit Hefe und Zwetschgenmus. Anders als es der Name andeutet, beinhalten Æbleskiver heute in der Regel keine Apfelfüllung. Die goldbraun gebackenen Æbleskiver werden nach dem Backen mit Puderzucker bestreut und mit Marmelade serviert.

## Geschichte
Der Ursprung der Æbleskiver reicht bis in das Mittelalter zurück, als im Winter die letzten Äpfel in Scheiben geschnitten, in Teig eingelegt und in der Pfanne in Butter oder Öl als Apfelkrapfen gebraten wurden. So erhielt das Gebäck auch seinen heutigen Namen. Im 17. Jahrhundert kam schließlich die Æbleskivepfanne auf, die in der Regel aus Gusseisen hergestellt wird. Æbleskiver wurden damals mit Apfelscheiben oder auch mit Apfelmus oder anderem Fruchtmus gefüllt. Auf dem Land entwickelte sich das Gebäck zu einem typischen Feiertagsgeschenk für die Landarbeiter vor Weihnachten. Die Æbleskiver, wie sie heute verbreitet sind, wurden erstmals in der Gedichtsammlung Peters Jul aus dem Jahr 1866 beschrieben. In dem Märchen Der Krüppel (im Dänischen: Krøblingen) von Hans Christian Andersen aus dem Jahr 1872 ist die Rede von apfelgefüllten Æbleskiver, was darauf hindeutet, dass die Füllung mit Äpfeln schon damals nicht mehr selbstverständlich war. Das Gebäck steht traditionell in Verbindung mit dem norddeutsch-dänischen Heischebrauch des Rummelpottlaufens (rummelpot oder rumlepotte) am Silvesterabend.